# 磷酸盐涂层
磷酸盐涂层属于转化涂层，用于钢制零件的防腐、润滑，或作为后续涂层或涂装的基础。可用喷涂或浸泡方式将磷酸和磷酸盐的稀溶液涂抹在要處理的表面，使之与表面反应，形成一层不溶的磷酸盐结晶。涂料主要使用锰、铁和锌三种金屬的磷酸鹽，也可用铝、锌、银、镉、锡等。磷酸锌用于抗腐蚀（磷酸盐和油）、润滑剂底层和作为油漆或涂料的基础，也可通过浸泡或喷涂使用。

## 工艺
磷酸盐涂料用磷酸盐難溶於中、高酸鹼值溶液的原理。将底物置于磷酸会发生典型的酸与金属反应，锰、铁或锌溶在磷酸鹽溶液中，消耗部份氢离子，提高酸鹼值，溶解的盐从溶液中析出，沉淀在表面。酸与金属反应也会在局部生成磷酸铁，也可能沉积。在沉积磷酸锰或磷酸锌的情况下，额外的磷酸铁往往是涂层不需要的副产物。
酸和金属反应也会产生氢气，以微小气泡的形式附在金属表面。这些气泡妨碍酸到达金属表面，并减缓反应速度。为了克服这问题，经常加入亚硝酸钠作氧化剂，与氢气反应生成水。这种化学反应称为硝酸盐加速溶液。添加氧化剂阻止氢气在表面形成钝化层。
以下是典型的磷化程序：
- 表面清洁
- 漂洗
- 表面活化
- 磷化
- 漂洗
- 中和清洗剂（可选）
- 烘干
- 补充涂料的应用：润滑剂、密封剂、油等。

磷酸盐涂层的性能主要取决于晶体结构以及重量，如微晶结构通常是耐腐蚀或后续涂装的最佳选择。油浸的粗粒结构甚耐磨。这些因素可以合适的磷化液、各种添加剂、控制浴液温度、浓度和磷化时间来控制。鈦鹽是广泛使用的添加剂，在磷化前的冲洗浴加入微小颗粒的钛盐，在金属表面播种，称为活化。

## 特点
磷酸盐涂层通常用于抗腐蚀，但涂层多孔，磷酸盐涂层不能单独提供抗腐蚀力，需要用油或其他密封剂来实现耐腐蚀性。锌和锰涂层用于帮助受磨损的部件破损，并帮助防止磨损。
大多数磷酸盐涂层作为进一步涂层和／或油漆的表面准备，有效地履行了这一功能，具有良好的粘附性和电隔离性。多孔性允许附加材料在干燥后渗入磷酸盐涂层中，并成为机械上的互锁。介电性质使零件表面的阳极和阴极区域被电隔离，最大限度地减少了有时在油漆/涂层和基体界面上发生的膜下腐蚀。
磷酸锌涂层经常与硬脂酸钠（肥皂）配合使用，在冷锻和热锻中形成润滑层，硬脂酸钠与磷酸盐晶体发生反应，而磷酸盐晶体又与金属表面紧密结合，反应后的肥皂层就形成了一个基础，以便在上面沉积更多的未反应肥皂，这样就形成了厚厚的磷酸锌、反应后的肥皂和未反应的肥皂三部分组成的涂层，即使在极端变形的情况下也能附着在金属表面。磷酸锌具有磨蚀性，而实际起润滑作用的是肥皂，并且必须足够厚，以防止金属成型模具和磷酸盐晶体之间的实质性接触。